# Рабун (округ, Джорджія)
Шаблон:StateAbbr_ 34°52′37″ пн. ш. 83°24′30″ зх. д. / 34.87692° пн. ш. 83.4082° зх. д.
Округ Рабун (англ. Rabun County) — округ (графство) у штаті Джорджія, США. Ідентифікатор округу 13241.

## Історія
Округ утворений 1819 року.

## Демографія
За даними перепису
2000 року
загальне населення округу становило 15050 осіб, усе сільське.
Серед мешканців округу чоловіків було 7427, а жінок — 7623. В окрузі було 6279 домогосподарств, 4353 родин, які мешкали в 10210 будинках.
Середній розмір родини становив 2,82.
Віковий розподіл населення поданий у таблиці:
| Стать    | До 15 років | 15-21 | 22-29 | 30-39 | 40-49 | 50-65 | 65-85 | Понад 85 |
| -------- | ----------- | ----- | ----- | ----- | ----- | ----- | ----- | -------- |
| Чоловіки | 1379        | 685   | 705   | 954   | 1035  | 1488  | 1100  | 81       |
| Жінки    | 1291        | 535   | 647   | 906   | 1048  | 1647  | 1372  | 177      |

## Суміжні округи
- Мейкон, Північна Кароліна — північ
- Джексон, Північна Кароліна — північний схід
- Оконі, Південна Кароліна — схід
- Гейбершем — південь
- Таунс — захід
- Клей, Північна Кароліна — північний захід

## Виноски
1. ↑  U.S. Decennial Census. United States Census Bureau. Архів оригіналу за 12 травня 2015. Процитовано 25 червня 2014.
2. ↑  Historical Census Browser. University of Virginia Library. Архів оригіналу за 12 грудня 2009. Процитовано 25 червня 2014.
3. ↑  Population of Counties by Decennial Census: 1900 to 1990. United States Census Bureau. Архів оригіналу за 2 лютого 2019. Процитовано 25 червня 2014.
4. ↑  Census 2000 PHC-T-4. Ranking Tables for Counties: 1990 and 2000 (PDF). United States Census Bureau. Архів оригіналу (PDF) за 18 грудня 2014. Процитовано 25 червня 2014.
5. ↑  State & County QuickFacts. United States Census Bureau. Архів оригіналу за 17 липня 2011. Процитовано 25 червня 2014.(англ.) Наведено за англійською вікіпедією.
6. ↑  American FactFinder. Бюро перепису населення США. Архів оригіналу за 26 лютого 2012. Процитовано 31 січня 2008.

| США | Це незавершена стаття з географії США. Ви можете допомогти проєкту, виправивши або дописавши її. |